# Duranus
Duranus [dyʁanys] est une commune française située dans le département des Alpes-Maritimes en région Provence-Alpes-Côte d'Azur. Ses habitants sont appelés les Duranussiens.

## Géographie
Commune située à 14 km d'Utelle, et 34 de Nice par la M14 et M19.

### Géologie et relief
Reliefs :
- Cime de Rocca sièra ;
- Cime de l’Autar.

### Catastrophes naturelles - Sismicité
Le 2 octobre 2020, de nombreux villages des diverses vallées des Alpes-Maritimes (Breil-sur-Roya, Fontan, Roquebillière, St-Martin-Vésubie, Tende...) sont meurtris par un "épisode méditerranéen" de grande ampleur. Certains hameaux sont restés inaccessibles jusqu'à plus d'une semaine après la catastrophe et l'électricité n'a été rétablie que vers le 20 octobre. L'Arrêté du 7 octobre 2020 portant reconnaissance de l'état de catastrophe naturelle a identifié 55 communes, dont Duranus , au titre des "Inondations et coulées de boue du 2 au 3 octobre 2020".
Commune située dans une zone de sismicité moyenne.

### Hydrographie et les eaux souterraines
L’eau alimentant le village était prélevée dans le vallon dit du Cognet puis conduite par un canal jusqu’au village. La route est franchie grâce à un aqueduc construit vers 1858.
Cours d'eau sur la commune ou à son aval :
- rivière la Vésubie ;
- ruisseaux traversant son territoire : le Couto, le Campon, l’Affaia et le Duranus ;
- le paillon de contes.

### Climat
Pour des articles plus généraux, voir Climat de Provence-Alpes-Côte d'Azur et Climat des Alpes-Maritimes.
En 2010, le climat de la commune est de type climat méditerranéen altéré, selon une étude du Centre national de la recherche scientifique s'appuyant sur une série de données couvrant la période 1971-2000. En 2020, Météo-France publie une typologie des climats de la France métropolitaine dans laquelle la commune est exposée à un climat méditerranéen et est dans la région climatique  Var, Alpes-Maritimes, caractérisée par une pluviométrie abondante en automne et en hiver (250 à 300 mm en automne), un très bon ensoleillement en été (fraction d’insolation > 75 %), un hiver doux (8 °C) et peu de brouillards. 
Pour la période 1971-2000, la température annuelle moyenne est de 13,2 °C, avec une amplitude thermique annuelle de 15,8 °C. Le cumul annuel moyen de précipitations est de 973 mm, avec 5,6 jours de précipitations en janvier et 4,2 jours en juillet. Pour la période 1991-2020, la température moyenne annuelle observée sur la station météorologique de Météo-France la plus proche, « Levens », sur la commune de Levens à 5 km à vol d'oiseau, est de 12,9 °C et le cumul annuel moyen de précipitations est de 982,1 mm. 
La température maximale relevée sur cette station est de 35,1 °C, atteinte le 28 juin 2019 ; la température minimale est de −7,8 °C, atteinte le 6 février 2012,,. 
Les paramètres climatiques de la commune ont été estimés pour le milieu du siècle (2041-2070) selon différents scénarios d'émission de gaz à effet de serre à partir des nouvelles projections climatiques de référence DRIAS-2020. Ils sont consultables sur un site dédié publié par Météo-France en novembre 2022.

### Voies de communications et transports

#### Voies routières
Accès par la M 19 entre Bérenguier et Levens.

#### Transports en commun
Transport en Provence-Alpes-Côte d'Azur
- Commune desservie par le réseau Lignes d'Azur[12].

### Intercommunalité
Commune membre de la Métropole Nice Côte d'Azur.

## Urbanisme
La commune est intégrée dans le plan local d'urbanisme métropolitain approuvé le 25 octobre 2019.

### Typologie
Au 1er janvier 2024, Duranus est catégorisée commune rurale à habitat dispersé, selon la nouvelle grille communale de densité à 7 niveaux définie par l'Insee en 2022.
Elle est située hors unité urbaine. Par ailleurs la commune fait partie de l'aire d'attraction de Nice, dont elle est une commune de la couronne,. Cette aire, qui regroupe 100 communes, est catégorisée dans les aires de 200 000 à moins de 700 000 habitants,.

### Occupation des sols
L'occupation des sols de la commune, telle qu'elle ressort de la base de données européenne d’occupation biophysique des sols Corine Land Cover (CLC), est marquée par l'importance des forêts et milieux semi-naturels (97,7 % en 2018), en diminution par rapport à 1990 (100 %). La répartition détaillée en 2018 est la suivante : 
milieux à végétation arbustive et/ou herbacée (54,4 %), forêts (43,3 %), zones agricoles hétérogènes (2,3 %).
L'évolution de l’occupation des sols de la commune et de ses infrastructures peut être observée sur les différentes représentations cartographiques du territoire : la carte de Cassini (XVIIIe siècle), la carte d'état-major (1820-1866) et les cartes ou photos aériennes de l'IGN pour la période actuelle (1950 à aujourd'hui).

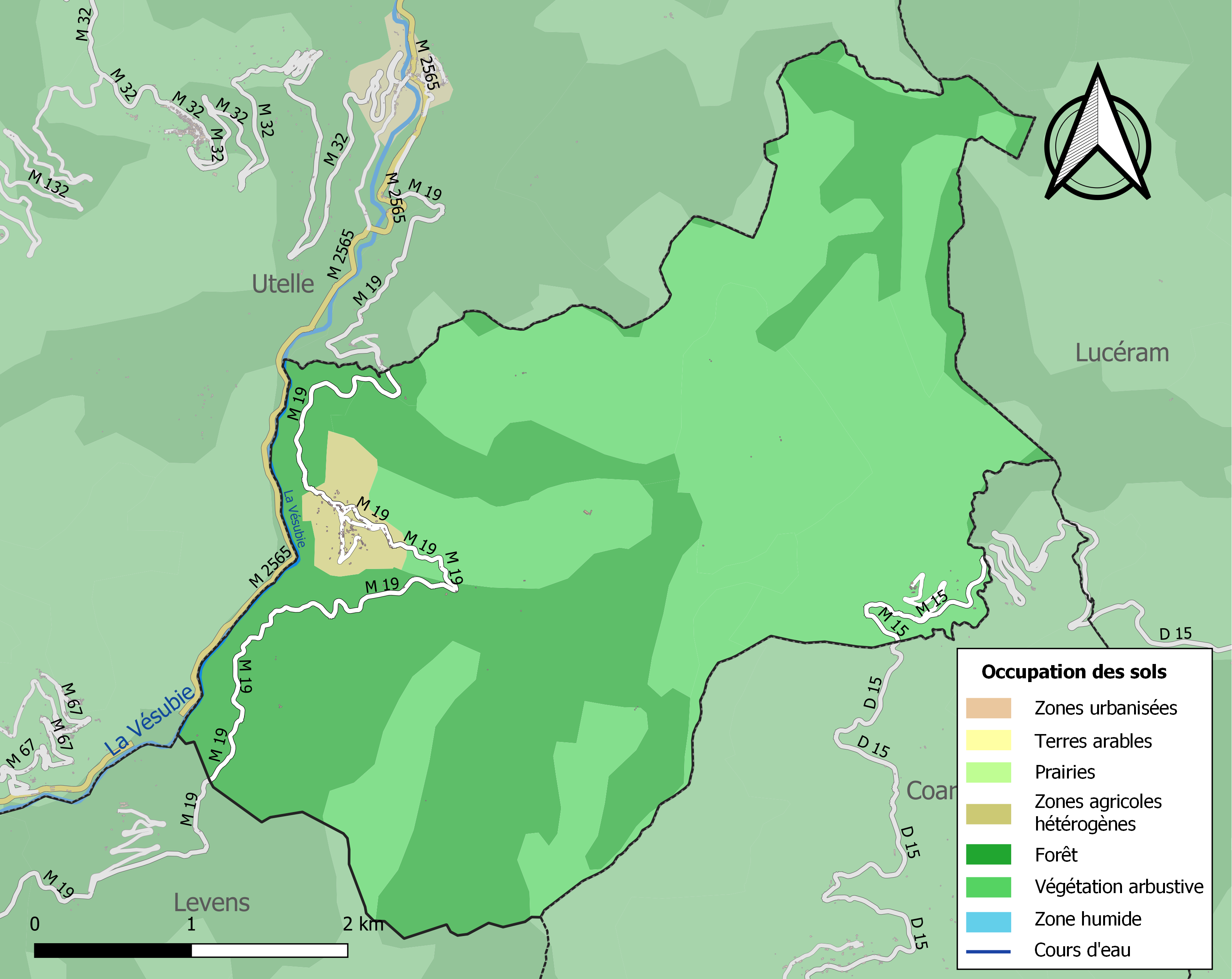
Carte de l'occupation des sols de la commune en 2018 (CLC).

### Communes limitrophes
| Utelle | Utelle  | Lucéram |
| Utelle | Duranus | Lucéram |
| Levens | Coaraze | Lucéram |

## Toponymie
Le village était anciennement appelé Roccasparviera en italien (soit le Rocher des Eperviers en français). Il a ensuite été renommé Duranus, venant du latin Dur Nux (noyer difficile) du fait des nombreux noyers poussant naturellement[réf. nécessaire].

## Histoire
À la sortie du village (en direction de Saint-Jean-la-Rivière) se trouve le Saut des Français, haut-lieu de la résistance des Barbets contre l’occupation du comté de Nice par les troupes françaises de la Révolution : les soldats français étaient précipités du haut de cette falaise de 300 m dans la Vésubie en contrebas (légendaire).

## Politique et administration
| Période                                  | Période  | Identité               | Étiquette | Qualité         |
| ---------------------------------------- | -------- | ---------------------- | --------- | --------------- |
| Les données manquantes sont à compléter. |          |                        |           |                 |
| 1793                                     | 1800     | Honoré Passeron        |           |                 |
| 1800                                     | 1800     | Louis-Pascal Roux      |           |                 |
| 1801                                     | 1813     | Jean-Baptiste Giauffer |           |                 |
| 1813                                     | 1814     | Honoré Passeron        |           |                 |
| 1814                                     | 1815     | Antoine Giauffer       |           |                 |
| 1815                                     | 1817     | Barthélemy Dalbera     |           |                 |
| 1818                                     | 1819     | Antoine Laurenti       |           |                 |
| 1819                                     | 1821     | François Robaut        |           |                 |
| 1822                                     | 1823     | Barthélemy Imbert      |           |                 |
| 1823                                     | 1827     | Pierre Giauffer        |           |                 |
| 1827                                     | 1839     | Antoine Carlon         |           |                 |
| 1839                                     | 1840     | Joseph Gasiglia        |           |                 |
| 1840                                     | 1841     | Barthélemy Dalbera     |           |                 |
| 1842                                     | 1844     | Pierre Giauffer        |           |                 |
| 1845                                     | 1872     | Antoine Carlon         |           |                 |
| 1872                                     | 1877     | Antoine Imbert         |           |                 |
| 1878                                     | 1883     | François Raineri       |           |                 |
| 1884                                     | 1903     | Félix Laurenti         |           |                 |
| 1904                                     | 1935     | Adrien Blancart        |           |                 |
| 1935                                     | 1946     | Baptistin Roux         |           |                 |
| 1947                                     | 1953     | Victor Blancart        |           |                 |
| 1954                                     | 1967     | Roger Massiera         |           |                 |
| 1967                                     | 1972     | Armand Grosso          |           |                 |
| 1973                                     | 1991     | François Dalmas        |           |                 |
| 1991                                     | 2001     | Maryse Carlon          | DVD       |                 |
| 2001                                     | 2014     | Henri Roux             |           |                 |
| 2014                                     | En cours | Jean Michel Maurel     | DVG       | Agent technique |

### Budget et fiscalité 2019
En 2019, le budget de la commune était constitué ainsi :
- total des produits de fonctionnement : 140 000 €, soit 1 027 € par habitant ;
- total des charges de fonctionnement : 75 000 €, soit 549 € par habitant ;
- total des ressources d'investissement : 103 000 €, soit 758 € par habitant ;
- total des emplois d'investissement : 187 000 €, soit 1 372 € par habitant ;
- endettement : 87 000 €, soit 642 € par habitant.

Avec les taux de fiscalité suivants :
- taxe d'habitation : 5,75 % ;
- taxe foncière sur les propriétés bâties : 5,15 % ;
- taxe foncière sur les propriétés non bâties : 35,68 % ;
- taxe additionnelle à la taxe foncière sur les propriétés non bâties : 0,00 % ;
- cotisation foncière des entreprises : 0,00 %.

Chiffres clés Revenus et pauvreté des ménages en 2017 : médiane en 2017 du revenu disponible, par unité de consommation : 21 810 €.

## Population et société

### Démographie

#### Évolution démographique
L'évolution du nombre d'habitants est connue à travers les recensements de la population effectués dans la commune depuis 1793. Pour les communes de moins de 10 000 habitants, une enquête de recensement portant sur toute la population est réalisée tous les cinq ans, les populations de référence des années intermédiaires étant quant à elles estimées par interpolation ou extrapolation. Pour la commune, le premier recensement exhaustif entrant dans le cadre du nouveau dispositif a été réalisé en 2004.

En 2022, la commune comptait 159 habitants, en évolution de +17,78 % par rapport à 2016 (Alpes-Maritimes : +2,85 %, France hors Mayotte : +2,11 %).
| 1793 | 1800 | 1806 | 1822 | 1838 | 1848 | 1858 | 1861 | 1866 |
| ---- | ---- | ---- | ---- | ---- | ---- | ---- | ---- | ---- |
| 234  | 220  | 231  | 238  | 246  | 266  | 241  | 252  | 231  |

| 1872 | 1876 | 1881 | 1886 | 1891 | 1896 | 1901 | 1906 | 1911 |
| ---- | ---- | ---- | ---- | ---- | ---- | ---- | ---- | ---- |
| 220  | 201  | 208  | 182  | 178  | 178  | 189  | 189  | 160  |

| 1921 | 1926 | 1931 | 1936 | 1946 | 1954 | 1962 | 1968 | 1975 |
| ---- | ---- | ---- | ---- | ---- | ---- | ---- | ---- | ---- |
| 131  | 130  | 110  | 111  | 80   | 79   | 105  | 118  | 85   |

| 1982 | 1990 | 1999 | 2004 | 2006 | 2009 | 2014 | 2019 | 2022 |
| ---- | ---- | ---- | ---- | ---- | ---- | ---- | ---- | ---- |
| 118  | 142  | 156  | 163  | 156  | 177  | 139  | 150  | 159  |

### Enseignement
L’actuelle mairie, aujourd’hui implantée au cœur du village, abritait autrefois l’école communale.
Établissements d'enseignements :
- Écoles maternelles et primaires à Utelle, Levens,
- Collèges à L'Escarène, Saint-Martin-du-Var, Contes,
- Lycées à Drap, Nice.

### Santé
Professionnels et établissements de santé :
- Médecins à Levens,
- Pharmacies à Levens,
- Hôpitaux à Nice.

### Cultes
- Culte catholique, Paroisse Saint Pons[30], Diocèse de Nice.

## Économie

### Entreprises et commerces

#### Agriculture
- Les principales productions étaient l’huile d’olive, le vin, le froment et le seigle, auxquels s’ajoutaient des cultures potagères autour des habitations.
- Élevage d'ovins et de caprins[31].

#### Tourisme
- Chambres d'hôtes.
- Gîtes.

#### Commerces
- Commerce de proximité à Levens, Utelle.

## Culture locale et patrimoine

### Lieux et monuments
- Le Saut des Français.
- Ruines du village de Rocasparviera ou Roquesparvière[32] (fief de la reine Jeanne, comtesse de Provence au XIVe siècle)[33] et chapelle Saint-Michel, bien rénovée. Accès pédestre depuis le bourg : 4 à 5 h aller-retour (ou 2 h depuis le hameau de l'Engarvin, au-dessus de Coaraze).

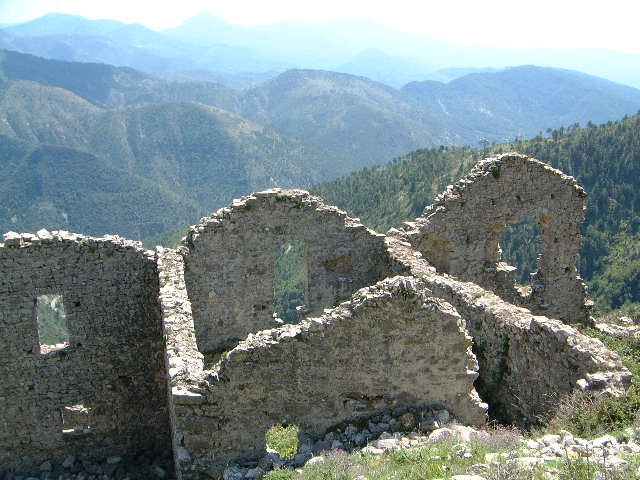
Village abandonné de Rocca Sparviera.

- Ancienne mine d'arsenic à l'Eguisse (galeries condamnées) de laquelle on extrayait deux sulfures d'arsenic (le réalgar et l'orpiment) et un autre minéral, la duranusite[34]. Accès pédestre depuis le bourg : 3 à 4 h aller-retour, assez pénible. La mine a été fermée en 1931. En 1910 à son maximum d'activité, 18 ouvriers pouvaient extraire jusqu'à 3 t de minerai par jour. Celui-ci était « grillé » sur place au moyen d'installations, très importantes qui subsistent dans des bâtiments en ruines, mais dont les murs sont bien conservés. La cheminée de l'usine est visible de loin.Vue aérienne des vestiges du village de Rocca Sparvière

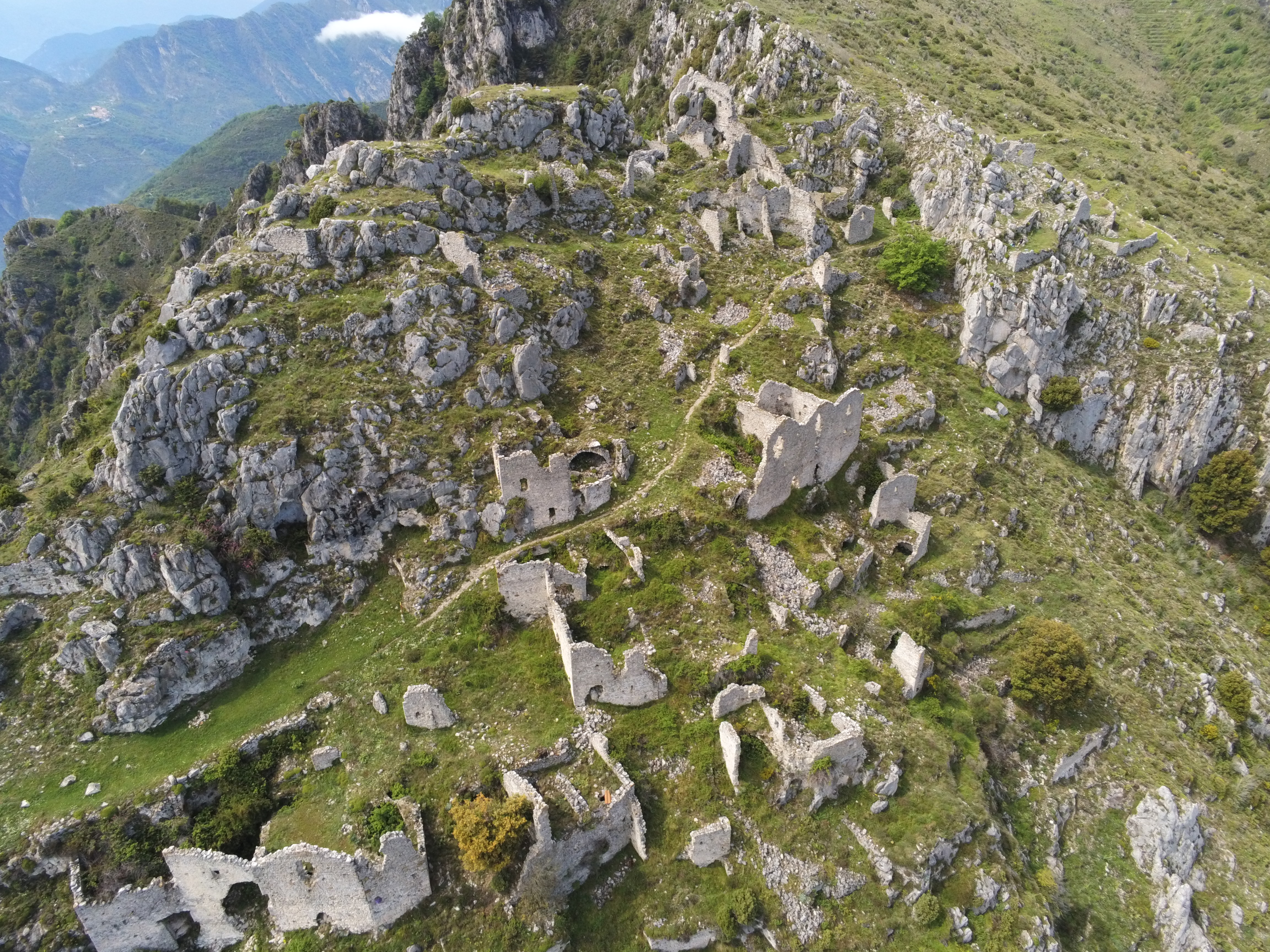
Vue aérienne des vestiges du village de Rocca Sparvière

- Église paroissiale Notre-Dame-de-l'Assomption datant du XVIIe siècle[35].

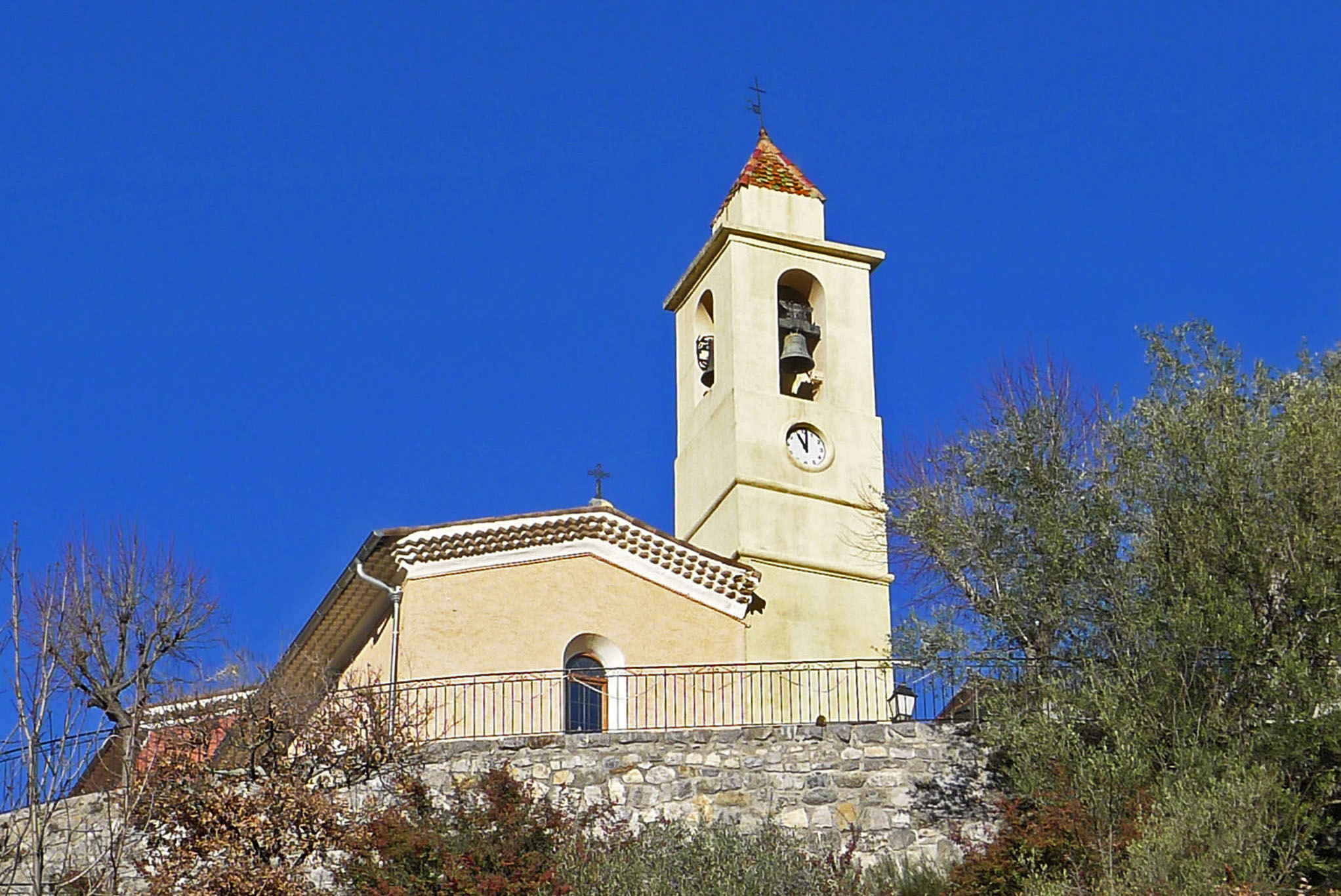
L’église Notre-Dame de l’Assomption.

- Chapelle Sainte-Eurosie[36], au hameau de l'Engarvin[37].
- Chapelle Saint-Michel Roccasparvièra ou Rocasparvièra[38].
- La fontaine du village[39], sur la place Saint-Michel.
- Vallon de Duranus[40].
- Monument aux morts sur la place saint Michel à proximité de l'église, et plaque commémorative sur le mur de l'église[41].

### Particularité
La commune dispose de deux codes postaux
- 06670 Pour le village de Duranus
- 06390 Pour le hameau de L'Engarvin qui dépend du service postal de Contes

### Héraldique
| Blason de Duranus | Blason  | Tranché : au 1er d'azur à la tour d'argent, au 2e de gueules à la coquille d'or, à la cotice d'argent brochant sur la partition. |
| Blason de Duranus | Détails | Le statut officiel du blason reste à déterminer.                                                                                 |